# 钝齿悬钩子
钝齿悬钩子（学名：Rubus raopingensis var. obtusidentatus）为蔷薇科悬钩子属下的一个变种。

## 扩展阅读
- 維基物種上的相關：钝齿悬钩子